# SHARAD

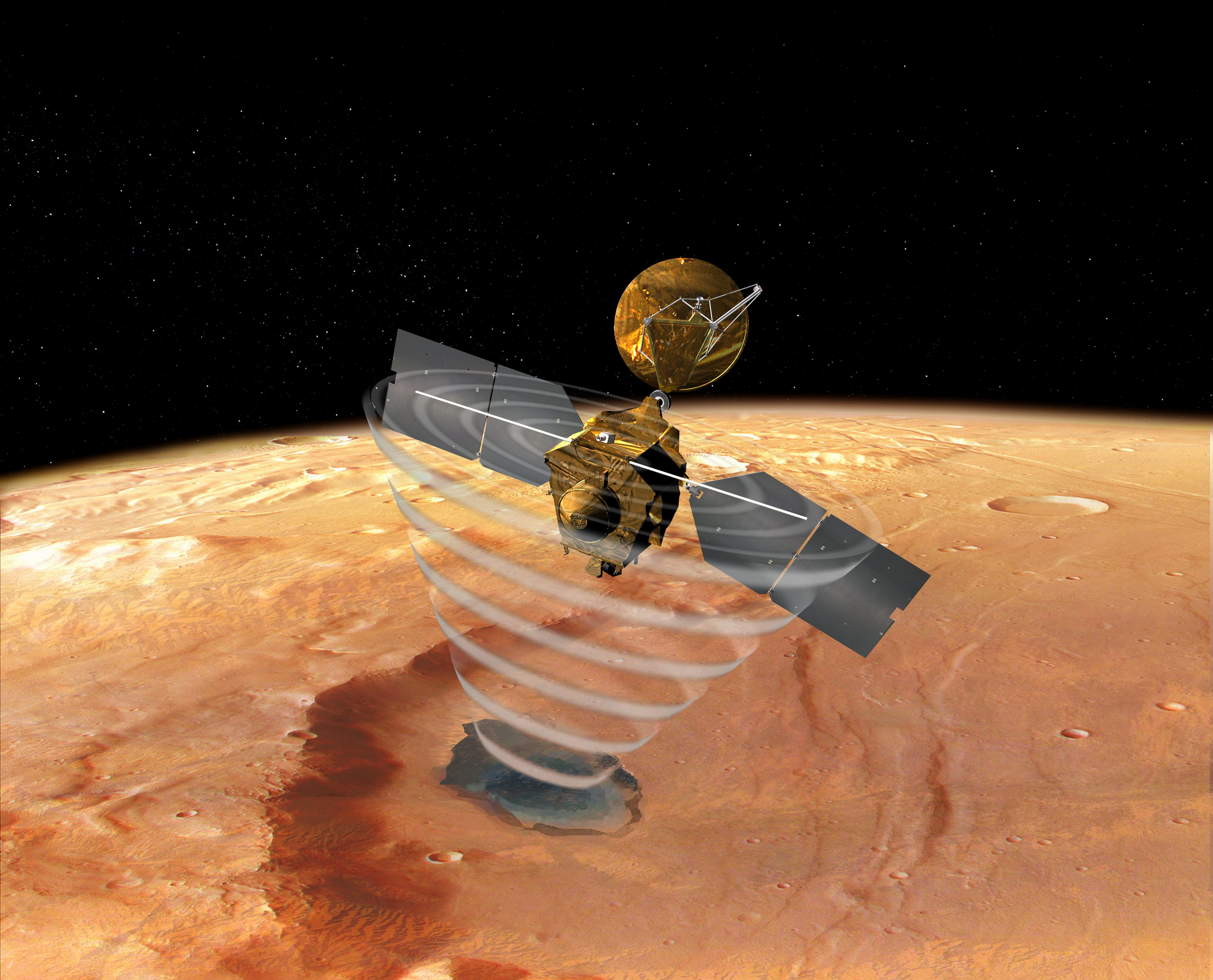
MRO использует SHARAD, чтобы «заглянуть» под поверхность Марса в представлении художника.

SHARAD (Mars SHAllow RADar sounder) — радиолокатор подземного зондирования, установленный на борту космического аппарата Mars Reconnaissance Orbiter. SHARAD работает в паре с радиолокатором MARSIS, установленном на космическом аппарате Марс Экспресс, который имеет более низкое разрешение, но способен проникать на гораздо большую глубину.
SHARAD создан Итальянским космическим агентством. Управление радиолокатором осуществляет Alcatel Alenia Space, находящаяся в пригороде Рима.

## Научные цели
SHARAD предназначен для исследования внутренней структуры марсианских полярных шапок, а также сбора данных о подземных залежах льда, скалах и, возможно, жидкой воде, которая в какой-то момент времени может находиться на поверхности Марса.

## Устройство
SHARAD использует ВЧ-радиоволны в диапазоне между 15 и 25 МГц, что позволяет ему всматриваться на глубину от 7 м до 1 км. Разрешение по горизонтали базируется от 0,3 до 3 км. Длительность импульса составляет 85 мкс, а номинальная частота повторения импульсов — 700,28 Гц. Передаваемая мощность составляет 10 Вт. SHARAD использует 10-м диполь-антенну. Метод зондирования — Радиолокационное синтезирование апертуры, которое позволяет получать радиолокационные изображения марсианской поверхности и находящихся на ней объектов независимо от метеорологических условий и уровня естественной освещенности местности с детальностью, сравнимой с аэрофотоснимками.
SHARAD состоит из двух частей:
- SEB (SHARAD электронный блок) — в нём содержится вся электроника (датчики, передатчики и т. д.), блок закреплен на металлическом каркасе, который действует как тепловой излучатель для внутренних электронных систем.

- Антенна, состоящая из двух слоев волокна, сложена и завернута в специальную защиту, которая представляет собой теплоизоляционный материал, созданный с целью предотвращения нагрева компонентов радиолокатора при атмосферном торможении. После сбрасывания защиты, антенна распрямляется только благодаря упругости материала из которого она состоит. Металлическая проволока, которая находится внутри непроводящей трубы, представляет собой реальный излучающий элемент антенны.

За создание компонентов SHARAD отвечали:
- Прибор проектирования — Alcatel Alenia Space;
- DES (Цифровые электронные подсистемы) — Alcatel Alenia Space;
- Щелевой генератор, приемник — Alcatel Alenia Space;
- Передатчик — Galileo Avionica;
- Антенна: Astro Aerospace.

## История
Первые разработки радиолокатора начались 2001 году, и только в феврале 2003 года он был создан. В марте 2004 года тестовая модель радиолокатора была доставлена в Lockheed Martin Space Systems, Денвер. Опытный образец радиолокатора был доставлен в сентябре 2004 года для установки на космический аппарат Mars Reconnaissance Orbiter. MRO был запущен 12 августа 2005 года с мыса Канаверал, ракетой-носителем Atlas V-401, и 10 марта 2006 года аппарат достигнул орбиты Марса. Циклы аэродинамического торможения, необходимые для достижения рабочей орбиты, продолжались до 30 августа 2006 года. 17 сентября 2006 года, антенна SHARAD была развернута, первый тест был успешно проведён 19 сентября. Эксплуатация SHARAD началась с ноября 2006 года.

## Результаты
- SHARAD проникал в северную полярную шапку Марса и её слоистые отложения льда, исследования показали относительно небольшую (около 100 метров) глубину отложений пород, данный факт свидетельствует о мощности литосферы, толщина которой оценивается более чем в 300 км. Радиолокатор обнаружил огромные залежи водяного льда в средних широтах Марса, что подтверждает гипотезу о том, что на планете недавно был ледниковый период[1].
- Крупные слои льда, залегающие на глубине около 1,5 км, обнаружены при помощи радиолокатора SHARAD на северном полюсе Марса[2].